# Modicogryllus vitreus
Modicogryllus vitreus är en insektsart som beskrevs av Roger Roy 1971. Modicogryllus vitreus ingår i släktet Modicogryllus och familjen syrsor. Inga underarter finns listade i Catalogue of Life.